# Symmimetis confusa
Symmimetis confusa là một loài bướm đêm trong họ Geometridae.